# Conus litoglyphus
Conus litoglyphus е вид охлюв от семейство Conidae. Видът не е застрашен от изчезване.

## Разпространение и местообитание
Разпространен е в Австралия, Американска Самоа, Бангладеш, Бахрейн, Британска индоокеанска територия, Бруней, Вануату, Виетнам, Гуам, Джибути, Египет, Еритрея, Йемен, Източен Тимор, Индия (Андхра Прадеш, Гоа, Гуджарат, Западна Бенгалия, Карнатака, Керала, Махаращра, Ориса и Тамил Наду), Индонезия, Иран, Камбоджа, Катар, Кения, Кирибати, Китай (Гуандун, Гуанси, Джъдзян, Дзянсу, Ляонин и Хайнан), Кокосови острови, Коморски острови, Кувейт, Мавриций, Мадагаскар, Майот, Малайзия, Малдиви, Малки далечни острови на САЩ (Остров Бейкър, Уейк и Хауленд), Маршалови острови, Мианмар, Микронезия, Мозамбик, Науру, Ниуе, Нова Каледония, Обединени арабски емирства, Оман, Остров Рождество, Острови Кук, Пакистан, Палау, Папуа Нова Гвинея, Провинции в КНР, Реюнион, Самоа, Саудитска Арабия, САЩ (Хавайски острови), Северни Мариански острови, Сейшели, Сингапур, Соломонови острови, Сомалия, Судан, Тайван, Тайланд, Танзания, Токелау, Тонга, Тувалу, Уолис и Футуна, Фиджи, Филипини, Френска Полинезия, Шри Ланка, Южна Африка (Квазулу-Натал) и Япония (Кюшу).
Обитава пясъчните дъна на океани, морета, лагуни и рифове. Среща се на дълбочина от 12 до 50 m, при температура на водата от 24,5 до 26,7 °C и соленост 35 – 35,4 ‰.